# Distretto di Capira
Il distretto di Capira è un distretto di Panama nella provincia di Panama con 38.398 abitanti al censimento 2010

## Geografia antropica

### Suddivisioni amministrative
Il distretto è suddiviso in 14 comuni (corregimientos):
- Capira
- Caimito
- Campana
- Cermeño
- Cirí de Los Sotos
- Cirí Grande
- El Cacao
- La Trinidad
- Las Ollas Arriba
- Lídice
- Santa Rosa
- Villa Carmen
- Villa Rosario